# 라만 (아랍어 이름)

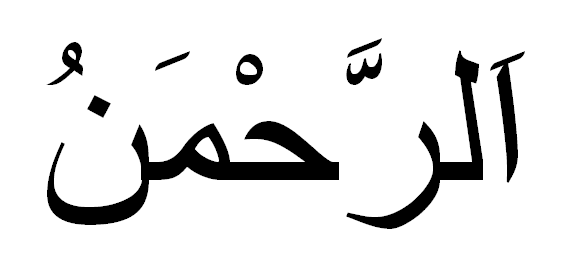

라만(Rahman, 아랍어: رحمن, Raḥmān)은 아랍 이름이다. Raḥim 또는 트리콘소난탈의 R-Ḥ-M(Unicode R-Ḥ-M)에서 비롯되었다. ar-Raḥmān이라는 이름의 뜻은 복이며, 가장 자비로우며, 열정적이며, 가장 은혜로운 이 ("The Beneficent, The Most Merciful in Essence, The Compassionate, The Most Gracious")라는 뜻으로 이슬람에서의 신의 이름 중 하나로 여겨진다. 따라서 라만은 압둘라 라만(Abdur Rahman) 즉 알라만의 종 ("servant of al-Rahman"; 즉 "하나님의 종")을 줄인 이름으로 볼 수 있다. 라마니 Rahmani 로 쓰이기도 하며 성으로도 쓰인다.